# Lâu đài Jawor
Lâu đài Jawor (tiếng Ba Lan: Zamek w Jaworze) là một lâu đài ở Jawor, Ba Lan.
Lâu đài đầu tiên là một thành trì xây bằng gỗ, Lãnh địa Bolesław the Tall được xây dựng tại đây, ngôi nhà làm bằng đá
Lâu đài đã từng là trụ sở của cả triều đại Piast và Công tước Jawor-Świdnica. Một số sự kiện có ý nghĩa chính trị đã diễn ra trong lâu đài trong thời trung cổ. Vào năm 1648, lâu đài đã bị hư hại khi bị bao vây bởi những người lính trung thành với Đế chế La Mã thần thánh, nhưng nó đã được trùng tu lại sau đó trong cùng thế kỷ (1663-65). Một lần cải tạo khác được thực hiện vào năm 1705, khi tháp đồng hồ được sửa chữa.
Sau này trong thế kỷ 18, Frederick Đại đế đã chuyển đổi lâu đài thành một nhà tù, một vai trò mà nó đã giữ cho đến năm 1956. Cho đến năm 1821, nó cũng được tị nạn bởi người bệnh tâm thần. Sau năm 1888, nhà tù toàn nam cho đến nay trở thành nhà tù toàn nữ, và duy trì khả năng này cho đến năm 1945. Trong Thế chiến II, nó cũng được sử dụng như vậy bởi chính quyền Đức, những người trong số những người khác đã bỏ tù một số phụ nữ Pháp ở đây. Một đài tưởng niệm kỷ niệm họ đã được dựng lên trong sân lâu đài. Sau năm 1945, nơi đây bao gồm các tù nhân chính trị và cựu quân nhân của Quân đội Home.

## Tập ảnh

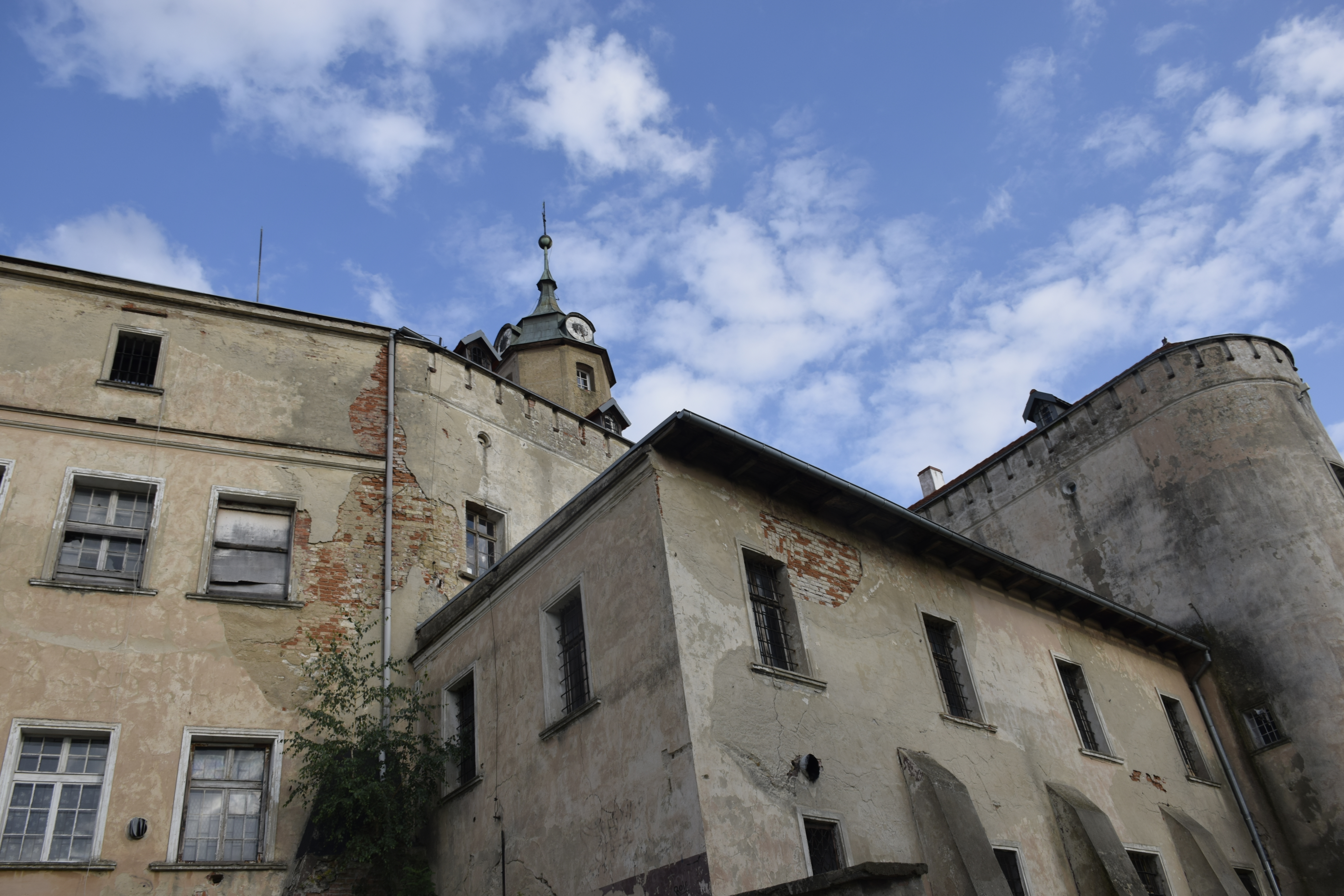
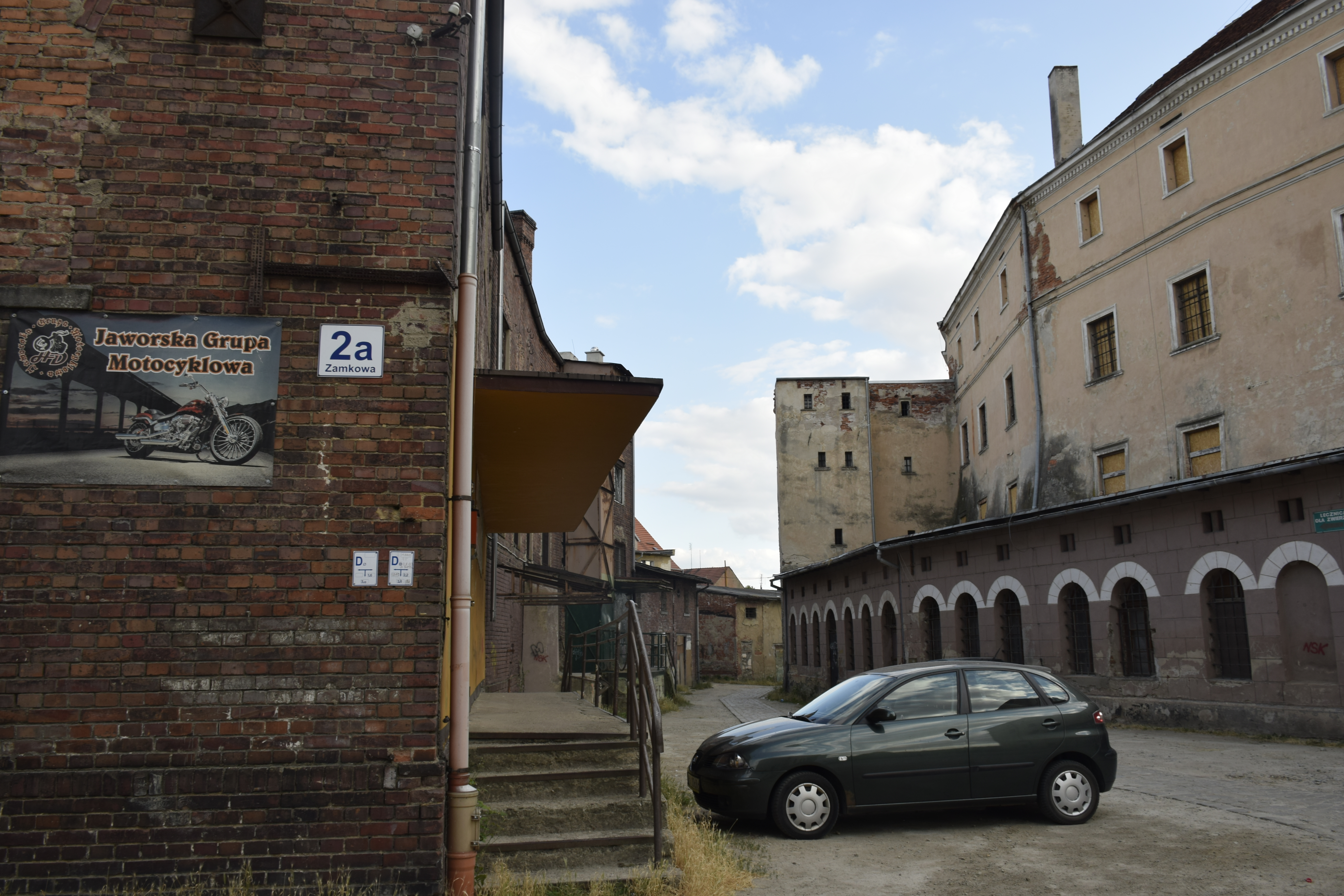
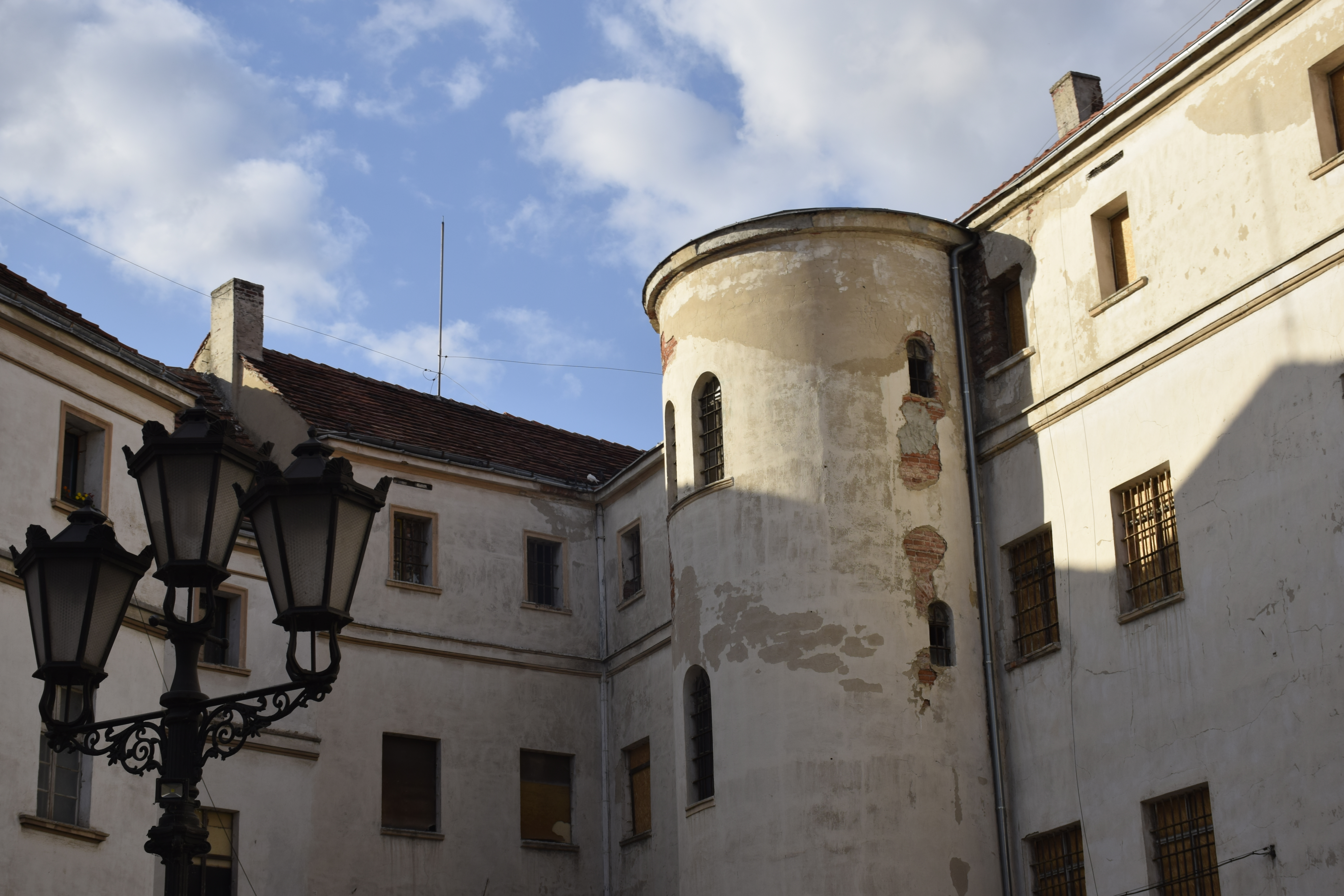